# 瑪麗亞姆·巴薩什維利
瑪麗亞姆·巴薩什維利（1993年6月1日—）是來自格魯吉亞的古典鋼琴家。

## 簡歷
瑪麗亞姆1993年生於格魯吉亞提比里斯，5歲開始學習鋼琴。繼2011年在魏瑪舉行的李斯特國際青年鋼琴家比賽中獲勝後，她於 2014年在烏得勒支舉行的第10屆弗朗茲李斯特鋼琴比賽中獲勝。